# Kari Erickson
Kari Erickson (* 18. Dezember 1971 in Bemidji, Minnesota) ist eine US-amerikanische Curlerin. 
Erickson nahm 1990, 1992 und 1993 an insgesamt drei Curling-Juniorenweltmeisterschaften teil. Als Skip erreichte sie 1990 den sechsten Platz. Bei den anderen Turnieren spielte sie als Third und gewann 1992 die Silbermedaille und 1993 die Bronzemedaille.
Die US-amerikanische Meisterschaft gewann Erickson in den Jahren 1998 und 2001. 2002 wurde sie Zweite.
Bei der Curling-Weltmeisterschaft spielte Erickson 1998 und 2001 als Skip des amerikanischen Teams, konnte aber keine Medaille gewinnen. Die beste Platzierung war der sechste Platz 2001.
Ebenfalls als Skip nahm Erickson an den Olympischen Winterspielen 2002 in Salt Lake City teil. Die Mannschaft belegte den vierten Platz nach einem Ergebnis von 5:9 gegen Kanada im Spiel um den dritten Platz.